# Blindsee (Tirol)
Der Blindsee ist ein Bergsee im Grenzbereich von Lechtaler Alpen und Mieminger Gebirge nördlich unterhalb des Fernpasses in Tirol. 

## Lage
Der See liegt auf 1093 m ü. A. rund drei Kilometer südwestlich von Biberwier, auf dessen Gemeindegebiet er sich komplett befindet. Er ist bis zu 25 Meter tief. Am südlichen Teil des Sees führt die Fernpassstraße vorbei, die vom Fernpass kommend in Richtung Norden über den Lermooser Tunnel nach Lermoos führt. Vom See aus ist die rund 16 Kilometer nördlich gelegene Zugspitze zu sehen.
Der See besitzt keinen Oberflächenabfluss und ist somit ein Blindsee, was vermutlich zu seinem Namen geführt hat.

## Entstehung
Der Blindsee entstand wie das gesamte Talboden-Relief des Fernpasses selbst durch einen gewaltigen Bergsturz vor rund 4100 Jahren. In den Senken zwischen den Bergsturzhügeln bildeten sich dann durch den Zufluss von Oberflächen- oder Quellwasser die Fernpassseen.

## Tourismus
Der im Privatbesitz eines Hotels in Lermoos befindliche Blindsee gilt wegen seines sehr klaren Wassers mit Sichtweiten von bis zu 30 Meter und des Fischreichtums als besonders geeignet für den Tauchsport.
Im Februar 1984 rutschte nach starken Schneefällen an der Nordseite des Blindsees ein Abhang ab. Bäume, Äste und Wurzeln verteilten sich auf der Eisfläche des zugefrorenen Sees, welche wenig später einbrach. Die zahlreichen dabei versunkenen Baumstämme sorgen für ein besonderes Unterwasser-Erlebnis. 
Am nordöstlichen Ausläufer des Sees befindet sich eine Badestelle, der nahe gelegene Parkplatz kann von der Fernpassstraße auf einer schmalen gebührenpflichtigen Straße erreicht werden. Das Wasser des Sees erwärmt sich an der Oberfläche im Hochsommer auf bis zu 24 Grad Celsius.
Ein Wanderweg führt in Ufernähe rund um das Gewässer.